# Аве Мария (фильм, 1999, Украина)
«Аве Мария» — украинский художественный фильм, снятый режиссёром Людмилой Ефименко на киностудии им. А. Довженко в 1999 году.

## Сюжет
В новогоднюю ночь хмельная акушерка роддома перепутала только что родившихся девочек … Спустя годы героиня фильма, известная певица Людмила, спешащая на концерт, в переход возле филармонии услышала ангельский голос поющей девочки-побирушки. Вместо денег Людмила, поражённая голосом девочки, положила ей золотое кольцо.
Вскоре она окончательно убедилась, что её любимая дочь не родная, а настоящая живет с мамой-алкоголичкой и ни за какие блага не променяет её … Если в юридическом плане обратный обмен девочками, то есть возвращение детей в родные семьи, является проблемой невероятно сложной, то в моральном — проблемой, практически не имеющей решения.

## В ролях
- Олег Драч — Aнатолий
- Людмила Ефименко — Людмила, певица
- Наталья Потапенко
- Анна Игнатуша
- Анастасия Гончаренко
- Ирина Бунина
- Филипп Ильенко
- Георгий Фомин
- Александр Даниленко
- Дмитрий Чекалкин
- Татьяна Шелига — заведующая гинекологическим отделением
- Агафья Болотова — эпизод
- Нина Шаролапова
- Осип Найдук

## Съёмочная группа
- Автор сценария и режиссёр-постановщик — Людмила Ефименко
- Оператор-постановщик — Юрий Ильенко
- Художник-постановщик — Александр Даниленко
- Художник по костюмам - Владимир Фурик
- Композитор — Александр Екимов
- Звукооператор — Богдан Михневич
- Режиссёр монтажа - Элеонора Суммовская
- Директор фильма - Владимир Князев

## Призы и награды
- Специальный приз Международного кинофестиваля стран СНГ и Балтии «Лістапад» (Минск, 1999).
- Приз «Серебряный витязь» за сценарий Людмиле Ефименко — Международного кинофестиваля славянских и православных народов «Золотой витязь» в Смоленске
- Приз «Золотой витязь» — за лучший режиссёрский дебют (Москва, 2000).
- Приз за лучшую операторскую работу Юрию Ильенко на киевском МКФ «Открытая ночь», 2000.
- Диплом за воплощение на экране вечных идеалов женственности, добра и красоты — Международный кинофестиваль в Минске, 2000.

Рейтинг imdb  7.3 / 10